# Paruline dorée
Myioborus ornatus
Espèce
Répartition géographique
Statut de conservation UICN

 LC  : Préoccupation mineure
La Paruline dorée (Myioborus ornatus) est une espèce de passereaux appartenant à la famille des Parulidae.

## Distribution et habitat
La paruline dorée habite les forêts montagneuses et les lisières forestières de la Colombie et du Venezuela entre 2 400 m et 3 400 m d'altitude.